# Sessão de Natal
Sessão de Natal é uma sessão de filmes exibida pela TV Globo durante a madrugada de 25 de dezembro. Faz parte da programação de fim de ano da emissora e costuma exibir filmes clássicos relacionados ao natal. É exibida sempre logo após a Missa do Galo, geralmente durando a madrugada inteira.

## História
Estreou na madrugada de 25 de dezembro de 2013, depois da Missa do Galo. Seu primeiro filme foi Um Natal Brilhante, na mesma madrugada também exibiu os filmes Os Fantasmas de Scrooge e Um Natal, Muito Muito Louco, terminando apenas às 07h00 da manhã.
Em 2014 a sessão não retornou a grade de Natal da TV Globo, sendo substituida por uma edição especial do Corujão, intitulada Corujão de Natal, que fez o mesmo que a antecessora, exibiu filmes clássicos que tinham relação com o Natal, sendo exibida até 06h30 da manhã. Exibiu os filmes Sobrevivendo ao Natal, Tudo em Família e Mamma Mia!.
Em 2015, voltou para as noites de natal, permanecendo no ar até as 09h00 da manhã. Exibiu os filmes Apenas Amigos, O Exótico Hotel Marigold, Querida, Encolhi as Crianças, Meu Papai É Noel e Shrek, a primeira animação a ser exibida na sessão.
Em 2016, a sessão ganhou uma nova vinheta e trilha e a sessão começou a re-exibir filmes que já passaram pela sessão. Foram exibidos Apenas Amigos, Tudo em Família e o inédito na sessão Natal em Conway. Começou logo após a Missa do Galo e terminou as 06h30 da manhã. Também ganhou nova vinheta de abertura.
Em 2017, exibiu os filmes Um Herói de Brinquedo, Um Natal, Muito Muito Louco e os inéditos na sessão Procura-se um Papai Noel Desesperadamente, Um Cupido no Natal e Bolt - Supercão. A partir desse ano passou a ser exibido até antes do Mais Você, cancelando assim os telejornais Hora Um e Bom Dia Praça.
Em 2018, exibiu os filmes O Casamento do Ano, (500) Dias com Ela, O Paizão, Doze É Demais e Um Natal em Família. Nesse mesmo ano, a sessão teve sua musica de abertura trocada. No mesmo ano ganhou um spin-off, a Sessão de Páscoa, exibida no Domingo de Páscoa para algumas regiões. Transmitiu o filme Hop - Rebelde sem Páscoa. 
Em 2019, exibiu os filmes Shakespeare Apaixonado, Peixe Grande e Suas Histórias Maravilhosas, Duas Vidas e a animação Rio.
Em 2020, foram exibidos os filmes Revivendo o Natal, O Ajudante de Papai Noel, Um Natal em Família, Oddball e os Pinguins e Tomorrowland - Um Lugar Onde Nada É Impossível.
Em 2021, foram exibidos os filmes Um Natal para Recomeçar, Um Cúpido no Natal e Julie & Julia.
Em 2022, a sessão ganhou uma nova vinheta e trilha. Nesse dia, foram exibido os filmes Esqueceram de Mim, Menores Desacompanhados e Quando em Roma.
Em 2023, foram exibidos os filmes Um Herói de Brinquedo, Alguém Avisa?, Menores Desacompanhados, Tudo em Família e Surpresas do Amor.
Em 2024, foram exibidos os filmes 10 Horas para o Natal, Mesma Hora, No Próximo Natal, Operação Presente e Pai em Dose Dupla 2.

## Audiência
| Ano  | Título                                         | Audiência IBOPE/SP | Ref           |
| ---- | ---------------------------------------------- | ------------------ | ------------- |
| 2013 | Um Natal Brilhante                             | 6,0                | [ 10 ]        |
| 2013 | Os Fantasmas de Scrooge                        | 6,0                | [ 10 ]        |
| 2013 | Um Natal, Muito Muito Louco                    | 6,0                | [ 10 ]        |
| 2015 | Apenas Amigos                                  | 5,0                |               |
| 2015 | O Exótico Hotel Marigold                       | 3,6                |               |
| 2015 | Querida, Encolhi as Crianças                   | 3,5                |               |
| 2015 | Meu Papai é Noel                               | 2,9                |               |
| 2015 | Shrek                                          | 4,5                |               |
| 2016 | Apenas Amigos                                  | 5,5                | [ 11 ]        |
| 2016 | Tudo em Família                                | 4,0                | [ 11 ]        |
| 2016 | Natal em Conway                                | 3,2                | [ 11 ]        |
| 2017 | Um Herói de Brinquedo                          | 6,8                | [ 12 ] [ 13 ] |
| 2017 | Procura-se um Papai Noel Desesperadamente      | 5,6                | [ 12 ] [ 13 ] |
| 2017 | Um Cupido no Natal                             | 4,7                | [ 12 ] [ 13 ] |
| 2017 | Um Natal, Muito Muito Louco                    | 4,4                | [ 12 ] [ 13 ] |
| 2017 | Bolt - Supercão                                | 3,2                | [ 12 ] [ 13 ] |
| 2018 | O Casamento do Ano                             | 5,7                | [ 14 ] [ 15 ] |
| 2018 | (500) Dias com Ela                             | 4,8                | [ 14 ] [ 15 ] |
| 2018 | O Paizão                                       | 4,4                | [ 14 ] [ 15 ] |
| 2018 | Doze é Demais                                  | 3,8                | [ 14 ] [ 15 ] |
| 2018 | Um Natal em Família                            | 3,8                | [ 14 ] [ 15 ] |
| 2019 | Shakespeare Apaixonado                         | 5,9                | [ 16 ] [ 17 ] |
| 2019 | Peixe Grande e Suas Histórias Maravilhosas     | 4,6                | [ 16 ] [ 17 ] |
| 2019 | Duas Vidas                                     | 4,1                | [ 16 ] [ 17 ] |
| 2019 | Rio                                            | 5,1                | [ 16 ] [ 17 ] |
| 2020 | Revivendo o Natal                              | 7,2                | [ 18 ] [ 19 ] |
| 2020 | O Ajudante de Papai Noel                       | 5,6                | [ 18 ] [ 19 ] |
| 2020 | Um Natal em Família                            | 4,6                | [ 18 ] [ 19 ] |
| 2020 | Oddball e os Pinguins                          | 4,0                | [ 18 ] [ 19 ] |
| 2020 | Tomorrowland - Um Lugar Onde Nada É Impossível | 4,6                | [ 18 ] [ 19 ] |
| 2021 | Um Natal para Recomeçar                        | 6,0                | [ 20 ]        |
| 2021 | Um Cúpido de Natal                             | 4,4                | [ 20 ]        |
| 2021 | Julie & Julia                                  | 3,4                | [ 20 ]        |
| 2022 | Esqueceram de Mim                              | 4,0                | [ 21 ]        |
| 2022 | Menores Desacompanhados                        | 4,0                | [ 21 ]        |
| 2022 | Quando em Roma                                 | 4,0                | [ 21 ]        |
| 2023 | Um Herói de Brinquedo                          | 5,0                | [ 22 ] [ 23 ] |
| 2023 | Alguém Avisa?                                  | 4,0                | [ 22 ] [ 23 ] |
| 2023 | Menores Desacompanhados                        | 3,0                | [ 22 ] [ 23 ] |
| 2023 | Tudo em Família                                | 3,2                | [ 22 ] [ 23 ] |
| 2023 | Surpresas do Amor                              | 3,8                | [ 22 ] [ 23 ] |
| 2024 | 10 Horas para o Natal                          | 4,6                | [ 24 ] [ 25 ] |
| 2024 | Mesma Hora, No Próximo Natal                   | 4,0                | [ 24 ] [ 25 ] |
| 2024 | Operação Presente                              | 3,6                | [ 24 ] [ 25 ] |
| 2024 | Pai em Dose Dupla 2                            | 3,5                | [ 24 ] [ 25 ] |